# Потрійна Корона Хайкінгу

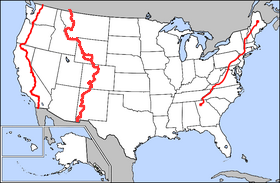
Три головні пішохідні стежки в США

Потрійна Корона Хайкінгу або Потрійна Корона Пішохідного Туризму -  неофіційна назва , яка відсилає до трьох головних великих піших маршрутів в США, а саме:
- Аппалачська стежка – що простягалась східним узбережжям США на 3531 кілометр, між горою Спрінгер у Джорджії та горою Катадін у штаті Мен і проходячи через Північну Кароліну, Теннессі, Вірджинію, Західну Вірджинію, Меріленд, Пенсільванію, Нью-Джерсі, Нью-Йорк, Коннектикут, Массачусетс , Вермонт і Нью-Гемпшир.
- Тихоокеанський Верховинний Шлях –  стежка між Мексикою та Канадою, що проходить через штати Вашингтон, Орегон і Каліфорнію і має довжину 4270 кілометрів.
- Стежка Континентального Вододілу – найдовший на найскладніший піший маршрут із Потрійної Корони, що також простягнувся на 4873 кілометри від Мексики та Канади, та пролягає вздовж Континентальному вододілу через штат Монтана, Айдахо, Вайомінг, Колорадо та Нью-Мексико.

Хайкер, що подолав всі три маршрути протягом одного року, або декількох років, отримує звання «Потрійної Корони Хайкінгу», що є видатним досягненням та високо ціниться в спільноті пішого туризму як в США, так і в усьому світі. 
Ці три маршрути були першими національними мальовничими стежками в Національній системі маршрутів США. Їх загальна довжина сягає близько 12674 кілометри; вертикальне набір висоти становить понад 300 000 метрів. Мандрівник, який долає всі три стежки під час своєї подорожі відвідує 22 штати, більшість з яких під час походу по східному узбережжю США. Американська Асоціація Довготривалих Походів (англ., The American Long Distance Hiking Association – West (ALDHA–West) є єдиною організацією яка має право офіційно визнавати подолання мандрівником всіх трьох стежок і надавати йому статусу "Потрійна Корона Хакінгу". 
На зустрічі ALDHA–West, яка проводиться щоосені, лауреати Потрійної корони визнаються та нагороджуються табличками, що відзначають їхні досягнення. Станом на кінець 2022 року ALDHA–West визнала лише 575 хайкерів такими, що отримати статус Потрійної Корони Хайкінгу 

## Історія
Першою людиною, яка здобула Потрійну корону пішого туризму, був Ерік Райбак. Райбек завершив Аппалачську стежку в 1969 році, коли йому було лише 16 років. Він пройшов Pacific Crest Trail у 1970 році та описав це у своїй книзі 1971 року The High Adventure of Eric Ryback: Canada to Mexico on Foot . У 1972 році Райбек проклав маршрут, який наближається до сучасної Стежки континентального вододілу, і описав це у своїй другій книзі «The Ultimate Journey» (наразі не друкується). 
У 2013 році 13-річна Рід Гйоннес стала наймолодшою людиною, яка пройшла всі три маршрути, щоб завершити Потрійну корону. Разом зі своїм батьком Еріком Гьоннесом вона пішки подолала The Pacific Crest Trail у 2011 році, Appalachian Trail у 2012 році та Continental Divide Trail у 2013 році.

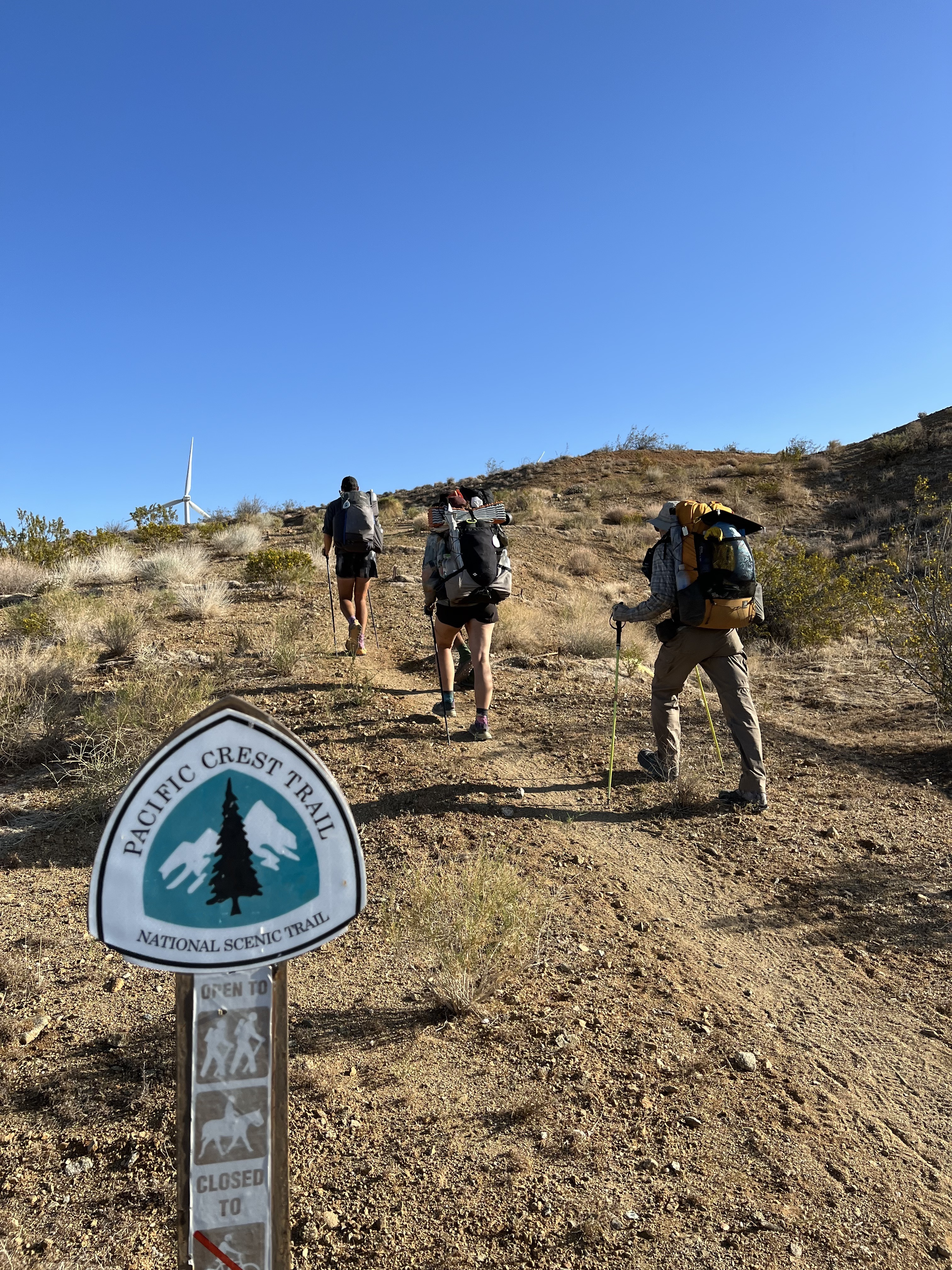
Pacific Crest Trail Автор: Олександр Королюк

Станом на 2018 рік 9-річний Крістіан Гейгер є наймолодшою людиною, яка подолала всі три маршрути, щоб завершити Потрійну корону. Крістіан, відомий серез хайкерів як Друзяка Мандрівник (англ., Buddy Backpacker), пройшов усі три маршрути зі своїм вітчимом Діоном Пагонісом. Разом вони завершили Аппалацький шлях у 2013 році, коли Друзяці було 5 років  , Тихоокеанський Верховинний Шлях, коли йому було 6 років у 2014 році, і розпочали Шлях Континентального Вододілу навесні 2016 року та завершили його у вересні 2017 року, коли йому було 9. 
У 2018 році Елсі Вокер, відома серед хайкерів по свому похідному імені "Шардоне", стала першою афроамериканкою, яка завершила Потрійну Корону Хайкінгу.   У 2015 році вона завершила похід по Pacific Crest Trail, Appalachian Trail у 2016/2018 роках  , а в 2017 році вона здійснила пішу подорож по Continental Divide Trail. 
15 вересня 2019 року 38-річний ветеран бойових дій Вілл Робінсон став першим афроамериканцем, який здобув Потрійну Корону. У 2017 році Вілл здійснив похід по Pacific Crest Trail, Appalachian Trail у 2018 році та Continental Divide Trail у 2019 році  Похідне ім'я Вілла — Акуна, від суахілі фрази Hakuna Matata, що означає «без турбот», і стало популярним завдяки пісні з мультфільму «Король Лев» .

## Потрійна Корона Хайкінгу протягом одного календарного року
Найскладнішим і найпрестижнішим досягненням серед хайкерів є отримання Потрійної Корони в результаті подолання всіх трьох стежок протягом одного календарного року (з 1 січня по 31 грудня). Першою людиною, яка подолала всі три стежки за календарний рік, був Браян Робінсон, що завершив Потрійну корону в 2001 році 
У 2018 році першою жінкою, яка наважилась на такий похід і успішно його завершила, стала Хізер Андерсон 
Безперервно пройти всі три стежки протягом року вкрай складно, тому кожен, хто рушає в таку пригоду, детально продумує маршрут і логістику, проходячи певні ділянки стежки в конкретно відведений час. Хайкери слідкують за погодою, відстежують лісові пожежі, читаю новини про закриття тих чи інших ділянок маршруту, і, якщо їм щось заважає подолати вибрану ділянку стежки, то пропускають її, щоб повернутись згодом. Так, наприклад, гори Сьєрра-Невада на Тихоокеанському Верховинному Шляху та частину Маршруту Континентального Вододілу в національному парку Глейшер, не можливо подолати зимою із-за екстремально низьких температур та великої кількості снігу. 
В середньому, хайкеру, який вирішив подолати всі три маршрути протягом року, треба проходити по 35 кілометрів в день. Але насправді цей показник значно вище, адже мандрівники беруть дні відпочинку та витрачають час на переїзди на перельоти з одного штату в інший. 
Джек "Quadzilla" Джонс, який отримав Потрійну Корону Хайкінгу подолавши три стежки в 2022 році, відмічав, що часом йому доводилось йти по 16-18 годин на день і долати не менше 60 кілометрів. 
У 2005 році Метт «Скікі» Гейзлі був першою людиною, який подолав три маршрути без "перестрибування", де він пройшов кожну стежку повністю (на північ або на південь), перш ніж переходити до наступної.  Але треба зазначити, що таке досягнення можливе тільки при збігу багатьох обставин, в першу чергу, вдалої погоди, не сніжної зими в горах та доволі помірного літа без сильних опадів чи лісових пожеж.

## Додаткові посилання
1. ↑  History of the National Trails System - American Trails. www.americantrails.org. Процитовано 3 січня 2022.
2. ↑  "Triple Crown", American Long Distance Hiking Association – West
3. ↑  Eric Ryback. Cold Splinters blog. 5 листопада 2009. Архів оригіналу за 22 вересня 2019. Процитовано 5 березня 2016.
4. ↑  Buddy Backpacker. BuddyBackpacker (англ.). Процитовано 15 жовтня 2017.
5. ↑  About Buddy. BuddyBackpacker (англ.). Архів оригіналу за 16 жовтня 2017. Процитовано 15 жовтня 2017.
6. ↑  Being Buddy Backpacker. Blue Ridge Outdoors Magazine (амер.). 13 березня 2014. Процитовано 15 жовтня 2017.
7. ↑  Kindergarten Can Wait: The Story of Buddy Backpacker (англ.), архів оригіналу за 16 жовтня 2017, процитовано 15 жовтня 2017
8. ↑  Meet Andrea (Buddy Backpacker's Mom) – Hike Like A Woman. hikelikeawoman.net (амер.). Процитовано 15 жовтня 2017.
9. ↑  Buddy Backpacker. www.facebook.com (англ.). Процитовано 15 жовтня 2017.
10. ↑  wandering chardonnay. wandering chardonnay (амер.). Процитовано 5 вересня 2018.
11. ↑  Egan, Erin (25 січня 2022). ELSYE WALKER aka CHARDONNAY. Hiking Thru. Процитовано 25 січня 2022.
12. ↑  107 Chardonnay- Looking for a Triple Crown This Summer. Cascade Hiker Podcast (амер.). Процитовано 5 вересня 2018.
13. ↑  Walking Off the Beaten Path: The Not-So-Happy Trails Quit. Quitting by Design (амер.). 1 травня 2018. Процитовано 5 вересня 2018.
14. ↑  Hiking With Chardonnay – Hike Like A Woman. hikelikeawoman.net (амер.). Процитовано 5 вересня 2018.
15. ↑  Miles, Kathryn (1 жовтня 2019). The Triple Crown Is Just the Beginning for Will 'Akuna' Robinson. Outside Online (англ.). Процитовано 8 березня 2020.
16. ↑  ALDHA-West - Past Recipients. American Long Distance Hiking Association (West). Архів оригіналу за 22 липня 2019. Процитовано 22 липня 2019.
17. ↑  Steubner, Steve (8 жовтня 2006). Hiking the Continental Divide Trail. AmericanProfile .com. Процитовано 16 листопада 2016.
18. ↑  Hazley, Matthew; Butler, Robert III (2005). Matthew Hazley – TrailCast 12 (43:00; audio talk). TrailCast. Процитовано 23 листопада 2016.
19. ↑  Heather "Anish" Anderson. Fastest Known Time. Процитовано 22 липня 2019.
20. ↑  SIREK, MARK (November 2022). YOU DON’T KNOW WHAT YOU DON’T KNOW: LESSONS EARNED ON A CALENDAR YEAR TRIPLE CROWN (English) .
21. ↑  Pathfinder (27 травня 2019). Triple Crown in Under a Year History. pathfinder (англ.). Архів оригіналу за 19 жовтня 2021. Процитовано 19 жовтня 2021.